# Neillia-slægten
Slægten Neillia er udbredt med ca. 10 arter i bjergene fra Himalaya til Korea. Det er løvfældende buske med en overhængende vækstform. Bladene er ægformede, dobbelt savtakkede med tendens til lapper. De mangler akselblade, hvad der adskiller dem fra slægten Kranstop. Blomstringen sker i endestillede klaser, som består af forholdsvist få, hvide-lyserøde, regelmæssige blomster. Bemærk, at de to arter i den tidligere slægt Stephanandra er overført hertil.
| Beskrevne arter |

- Fliget kranstop (Neillia incisa) – synonym: Stephanandra incisa[1]
- Bleg neillia (Neillia sinensis) – eller Kinesisk Neillia
- Stor kranstop (Neillia tanakae) – synonym: Stephanandra tanakae[2]
- Himalayaneillia (Neillia thyrsiflora)

| Andre arter |

- Neillia affinis
- Neillia hanceana
- Neillia ribesioides
- Neillia thibetica
- Neillia uekii